# Teen Angels: La Despedida
TeenAngels: La Despedida è il sesto e ultimo album in studio del gruppo musicale argentino TeenAngels, pubblicato il 17 aprile 2012. 
È stato distribuito come album di addio; contiene nuove versioni delle canzoni degli album passati con la voce di Rocío Igarzábal, più tre singoli inediti, di cui uno è interpretato da Nicolás Riera e Rocío Igarzábal.

## Tracce
1. Baja el telón – 3:43
2. Llega en forma de amor – 3:41
3. Estoy aquí otra vez – 3:40
4. Nicolás Riera e Rocío Igarzábal – Integridad perfecta – 4:00
5. Quién – 3:02
6. Vos ya sabés – 3:39
7. Resiste – 3:21
8. A decir que sí – 2:42
9. Vuelvo a casa – 3:40
10. Bravo por la tierra – 3:09
11. Hoy – 2:59
12. Que nos volvamos a ver – 3:07

## Formazione
- Peter Lanzani – voce
- Lali Espósito – voce
- Rocío Igarzábal – voce
- Gastón Dalmau – voce
- Nicolás Riera – voce